# ترمیم پرده بکارت
ترمیم پرده بکارت یا هایمِنوپلاستی (به انگلیسی: hymenoplasty) یا هایمنوراپی (به انگلیسی: Hymenorrhaphy) نوعی عمل جراحی برای بازسازی پرده بکارت است. این عمل به‌طور کلی در پزشکی زنان جایگاهی ندارد، اما برخی مراکز جراحی پلاستیک به‌ویژه در اروپای غربی، آمریکا و ژاپن آن را به‌عنوان یک عمل سرپایی انجام می‌دهند.
هدف معمول برای انجام این عمل ایجاد وضعیتی است که منجر به خونریزی در آمیزش جنسی شود. این خونریزی در برخی فرهنگ‌ها نشانهٔ باکرگی تلقی می‌شود. در اکثر کشور های اسلامی  باکرگی عروس اهمیت بسیار زیادی دارد و در صورتی‌که خلاف آن در شب زفاف مشخص شود ممکن است پیامدهایی نامطلوب همچون طلاق، بی‌آبرویی خانوادگی و حتی قتل عروس توسط خانواده خود یا همسرش و یا شخص همسرش را در پی داشته باشد.
برخی از انواع این عمل در تعدادی از کشورها قانونی است، اما در برخی کشورهای دیگر تمامی انواع آن ممنوع است.

## در غرب
افزایش مهاجران مسلمان در کشورهای اروپایی موجب شده تا عمل ترمیم بکارت در این کشورها هم رایج شود. آن‌هایی هم که نمی‌توانند هزینهٔ این عمل را که چیزی در حدود ۳۰۰۰ دلار است بپردازند، به کشورهایی مثل تونس یا مصر می‌روند که در آن‌ها نهایتاً با ۵۰۰ یورو می‌توان این عمل را انجام داد. با این‌که این عمل در مصر جرم تلقی می‌شود و مجازات پزشکی که این کار را انجام داده تا شش ماه زندان، جریمهٔ نقدی و اخراج از نظام پزشکی است، اما این کشور به مرکزی برای ترمیم پرده بکارت تبدیل شده که دختران جوان از کشورهای مختلف برای انجام این عمل به آن مراجعه می‌کنند.
حداقل هزینه‌ی جراحی هایمنوپلاستی در سال ۱۴۰۱ بیست و پنج میلیون تومان می‌باشد 
بحث‌های اخلاقی، حقوقی و پزشکی زیادی نیز در مورد این عمل مطرح است. این بحث‌ها به ویژه پس از صدور رأی دادگاهی در شهر لیل فرانسه اوج گرفت که در آن قاضی درخواست طلاق یک مهندس فرانسوی مسلمان‌شده از یک دختر پرستار مسلمان را به دلیل باکره نبودن همسرش پذیرفت. قاضی در این حکم استدلال کرده بود که باکرگی از ویژگی‌های اساسی یک دختر در هنگام ازدواج است. این حکم اعتراضات زیادی را برانگیخت؛ از جمله یک فیلسوف زن فرانسوی هشدار داد که با رأی این دادگاه، تعداد زیادی از دختران مسلمان خواستار عمل ترمیم خواهند شد. انجام این عمل در بین پزشکان هم معترضان زیادی دارد. برای مثال ژاک لانزاک متخصص زنان و زایمان فرانسوی آن را واپس‌گرایی، تسلیم در برابر ارزش‌های گذشته و مغایر آرمان‌های انقلاب ۱۹۶۸ توصیف کرده‌است.

## پردهٔ بکارت مصنوعی
پرده بکارت مصنوعی با هدف شبیه‌سازی پرده بکارت سالم ساخته شده‌است. این محصول از ماده‌ای ساخته شده‌است که وقتی داخل واژن قرار گیرد به دیوارهٔ واژن می‌چسبد و به‌طور موقت، و برای نیم‌ساعت، ظاهر یک پردهٔ بکارت سالم را ایجاد می‌کند که وقتی به داخل فشار داده شود مایع قرمز رنگی شبیه خون از واژن خارج خواهد شد. البته پوستهٔ آن باقی مانده و حالت غیرطبیعی ایجاد می نماید لذا ترمیم جراحی که این ریسک را ندارد، ترجیح دارد و همسر در طول آمیزش جنسی متوجه‌ی پرده بکارت مصنوعی خواهد شد.